# El nan roig
|  | Aquest article tracta sobre la sèrie de TV. Si cerqueu el tipus d'estel, vegeu «Nana roja». |

El nan roig (títol original en anglès Red Dwarf) és una sèrie de televisió d'humor anglesa dins la catalogació de comèdia de situació de ciència-ficció. A Catalunya les primeres temporades van ser emeses per Televisió de Catalunya dins el programa Mikimoto Club el 1989. És considerada una sèrie de culte.

## Argument
El Nan Roig és una nau minera que, degut a la incompetència del tècnic 3r Arnold Rimmer, pateix un accident nuclear. Durant els següents 3 milions d'anys, la nau segueix a la deriva per l'espai exterior fins que Holly, l'ordinador de bord, decideix despertar de l'estasi l'únic supervivent, en Dave Lister.
Holly només té la capacitat de mantenir un holograma i decideix que aquest sigui el capsigrany (en versió original smeghead?) de l'Arnold Rimmer, antic company de cel·la i de treball.
Posteriorment trobaran el Gat, descendent humanoide de la Frankenstein, la gata prenyada del Dave Lister. Tots tres viuran emocionants aventures en el viatge de retorn cap a la terra.
A partir de la segona temporada, també s'hi afegeix Kryten, un androide obsessionat per servir els seus nous amos.

## Curiositats
- El primer capítol segueix una analogia amb la pel·lícula 2001: una odissea de l'espai amb les similituds de Dave Lister amb Dave Bowman i Holly amb HAL

## Llista d'episodis
- Temporada 1a
  - capítol 1		El final
  - capítol 2		Ecos del futur
  - capítol 3		Equilibri de forces
  - capítol 4		Tot esperant Deu
  - capítol 5		Suficiència i paranòia
  - capítol 6		Jo al quadrat

- Temporada 2a
  - capítol 1		Kryten
  - capítol 2		Millor que la vida
  - capítol 3		Gràcies per recordar-te'n
  - capítol 4		La fuita del temps
  - capítol 5		Queeg
  - capítol 6		Univers paral·lel

- Temporada 3a
  - capítol 1		Cap enrere
  - capítol 2		Aïllats
  - capítol 3		Polimorf
  - capítol 4		Intercanvi de cossos
  - capítol 5		Les fotografies del temps
  - capítol 6		L'últim dia

- Temporada 4a
  - capítol 1		Camille
  - capítol 2		ADN
  - capítol 3		Justícia
  - capítol 4		Forat blanc
  - capítol 5		Salt de dimensió
  - capítol 6		Fusió

- Temporada 5a
  - capítol 1		Holonau
  - capítol 2		L'inquisidor
  - capítol 3		El planetoide del terror
  - capítol 4		Quarantena
  - capítol 5		Àngels i dimonis
  - capítol 6		Benvingut a la realitat

- Temporada 6a
  - capítol 1		Sirenes
  - capítol 2		Digueu-me Legió
  - capítol 3		Els pistolers de l'Apocalipsi
  - capítol 4		El polimorf emofalcó 2
  - capítol 5		Planeta Rimmer
  - capítol 6		Fora del temps

- Temporada 7a
  - capítol 1		Tikka per emportar
  - capítol 2		Prepareu-me un regal
  - capítol 3		Ouroboros
  - capítol 4		Embolics en els conductes
  - capítol 5		Moments baixos
  - capítol 6		Més que una broma
  - capítol 7		L'epidèmia
  - capítol 8		Nanarquia

- Temporada 8a
  - capítol 1		Retorn al nan (Primera part)
  - capítol 2		Retorn al nan (Segona part)
  - capítol 3		Retorn al nan (Tercera part)
  - capítol 4		Cassandra
  - capítol 5		Krytie TV
  - capítol 6		Pete (Primera part)
  - capítol 7		Pete (Segona part)
  - capítol 8		Només els bons...

- Temporada 9a
  - capítol 1		Retorn a la Terra (Primera part) [emès el 24 de setembre de 2011]
  - capítol 2		Retorn a la Terra (Segona part) [emès l'1 d'octubre de 2011]
  - capítol 3		Retorn a la Terra (Tercera part) [emès l'8 d'octubre de 2011]

- Temporada 10a
  - capítol 1		Nan Roig X (Primera part) [emès el 4 d'octubre de 2012]
  - capítol 2		Nan Roig X (Segona part) [emès l'11 d'octubre de 2012]
  - capítol 3		Nan Roig X (Tercera part) [emès el 18 d'octubre de 2012]
  - capítol 4		Nan Roig X (Quarta part) [emès el 25 d'octubre de 2012]
  - capítol 5		Nan Roig X (Cinquena part) [emès l'1 de novembre de 2012]
  - capítol 6		Nan Roig X (Sisena part) [emès el 8 d'octubre de 2012]